# Støv på hjernen (1961)
Støv på hjernen är en dansk filmkomedi från 1961, regisserad av Poul Bang. Manuset skrevs av Arvid Müller och Aage Stentoft efter Eva Ramms roman och den norska filmen från 1959 med samma titel.
Filmen är inspelad i Kagshusene i Husum, Köpenhamn.